# Kommunalwahl in München 2014
Die erste Runde der Kommunalwahl in München 2014 fand, wie in ganz Bayern, am 16. März 2014 statt. Die Stichwahl zum Oberbürgermeister ist am 30. März 2014 durchgeführt worden. Am 16. März wurden zusätzlich zum Oberbürgermeister und zum Stadtrat auch noch die Bezirksausschüsse gewählt.

## Neuerungen beim Wahlrecht
Im Februar 2012 wurden vom Bayerischen Landtag einige Änderungen am Gemeinde- und Landkreiswahlgesetz beschlossen, die zur Kommunalwahl 2014 galten. Unter anderem wurde die Briefwahl erleichtert und Wahlberechtigte mussten nur noch zwei statt bisher drei Monate im Wahlkreis gewohnt haben. Eine wichtige Änderung war der Wegfall des sogenannten „Schwerpunkts der Lebensbeziehungen“. Bisher war nur wählbar, wer im Wahlkreis, hier also München, seit mindestens sechs Monaten den Schwerpunkt der Lebenshaltung hatte. Diese Klausel wurde nun gelockert. Wählbar war nun, wer mindestens drei Jahre im Wahlkreis eine Wohnung hat, die nicht die Hauptwohnung sein muss, oder wer sich – ohne eine Wohnung zu haben – im Wahlkreis gewöhnlich aufhält.

## Wahl des Oberbürgermeisters

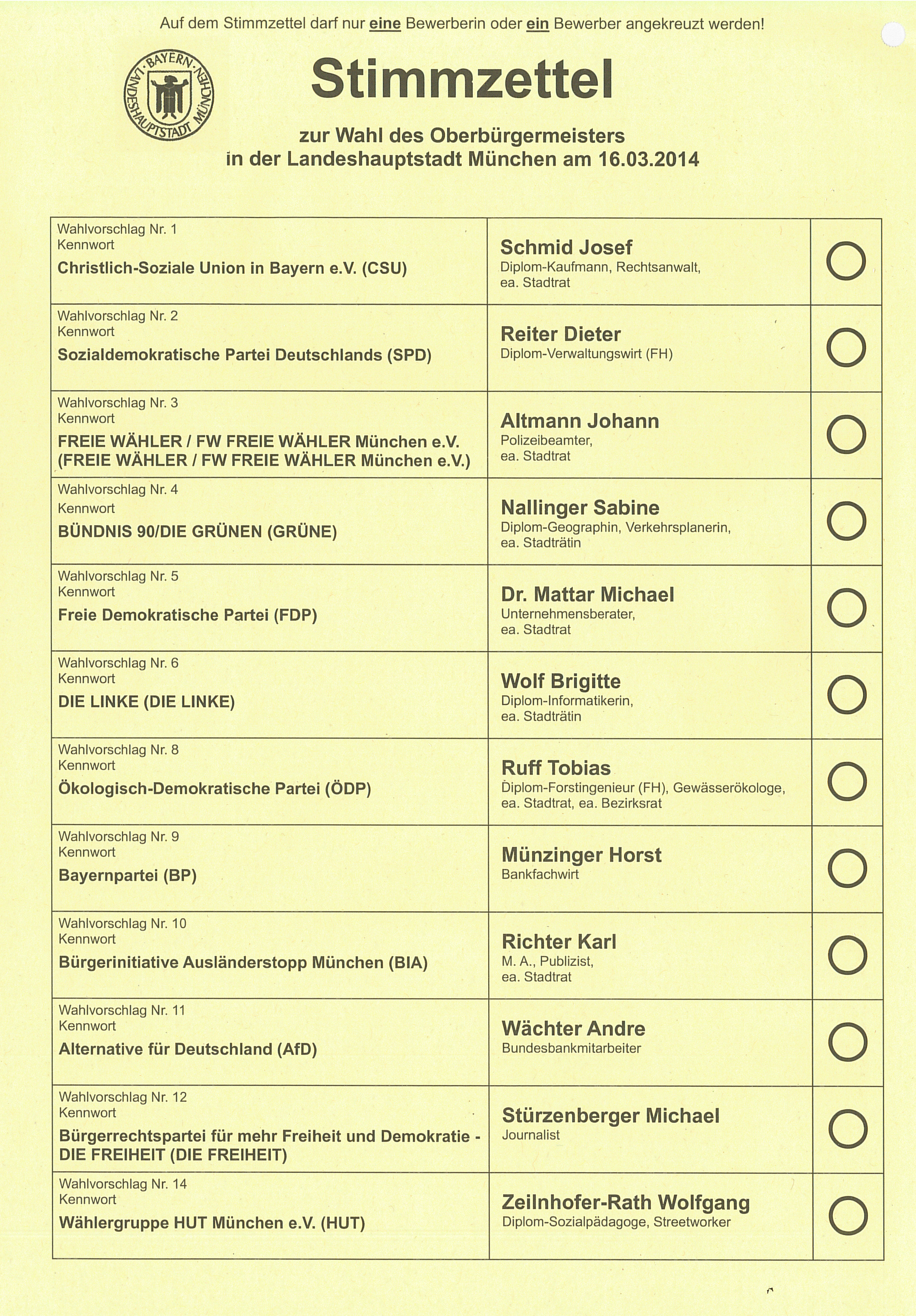
Stimmzettel zur Wahl des Oberbürgermeisters (Erster Wahlgang)

In den Großen Kreisstädten Bayerns lautet der Titel des von den Bürgern direkt gewählten ersten Bürgermeisters „Oberbürgermeister“. Den zweiten und dritten Bürgermeister wählt der Stadtrat in München aus seinen Reihen.
2014 konnte Christian Ude nicht mehr antreten, da die gesetzliche Altersgrenze eine neuerliche Kandidatur ausschließt. Das Amt des Oberbürgermeisters wurde somit neu vergeben und es kam zudem erstmals seit 1978 in München zu einer Wahl, bei der alle Bewerber ohne Bürgermeistererfahrung sind (Christian Ude war vor seiner Wahl 1993 zum OB bereits seit 1990 zweiter Bürgermeister, Georg Kronawitter hatte bei der Wahl 1984 bereits eine Amtszeit zwischen 1972 und 1978 hinter sich).

### OB-Kandidaturen im Ersten Wahlgang
Die Münchner SPD entschied sich für Dieter Reiter als Kandidat. In einem innerparteilichen Verfahren sprachen sich 33 der 44 SPD-Ortsvereine für ihn aus. Der SPD-Stadtratsfraktionsvorsitzende Alexander Reissl und die Sozialreferentin Brigitte Meier verfehlten die Nomination. Die Wahl wurde von einem Parteitag der Münchner SPD Ende 2011 bestätigt.
Für die CSU ging wie bereits 2008 Josef Schmid ins Rennen. Der Vorstand der Münchner CSU nominierte ihn Ende 2011 als Oberbürgermeisterkandidaten.
In einem Mitgliederentscheid Mitte 2012 entschieden sich die Münchner Grünen für Sabine Nallinger als OB-Kandidatin. Nallinger hatte sich in einem innerparteilichen Verfahren gegen den dritten Bürgermeister Hep Monatzeder sowie den früheren Parteivorsitzenden der Münchner Grünen, Nikolaus Hoenning, durchgesetzt. Die FDP nominierte am 8. Juni 2013 mit 94 % der Stimmen den Stadtratsfraktionvorsitzenden Michael Mattar als Oberbürgermeisterkandidat. Die Stadträtin Brigitte Wolf von der Partei Die Linke wurde im Dezember 2013 als Oberbürgermeisterkandidatin nominiert. Als jüngster Kandidat für das Amt des Oberbürgermeisters trat der Stadtrat Tobias Ruff für die ÖDP an. Für die Freien Wähler trat Johann Altmann als Oberbürgermeister-Kandidat an, während die Bayernpartei den Sprachforscher Horst Münzinger ins Rennen schickte. Für die Bürgerinitiative Ausländerstopp (BIA) kandidierte der Stadtrat Karl Richter.
Diese Kandidaturen benötigten keine Unterstützerunterschriften. Folgende nicht im Stadtrat vertretenen Parteien und Gruppierungen mussten bis zum Wahlantritt 1.000 bestätigte Unterstützungsunterschriften sowohl für die Stadtrats- als auch für die Oberbürgermeisterwahl vorgelegen, um einen Oberbürgermeisterkandidaten und eine Stadtratsliste aufstellen zu können:
- Alternative für Deutschland (AfD) mit Andre Wächter
- Wählergruppe HUT – humanistisch, unabhängig und tolerant mit Wolfgang Zeilnhofer-Rath
- Die Freiheit mit Michael Stürzenberger

Die folgenden Kandidaturen scheiterten an fehlenden Unterstützungsunterschriften und nahmen deshalb nicht an der Wahl teil:
- Wählergruppe Unabhängige Junge Liste mit Sebastian Caputo[12]
- Partei der Vernunft (PDV) mit Parteigründer Oliver Janich[13][14]
- Partei Mensch Umwelt Tierschutz
- Wilfried Meißner (Anti-Korruption Reformation 2014, ohne Liste angetreten)

Die Rosa Liste und die Piratenpartei verzichteten auf einen Oberbürgermeisterkandidaten.

### Erster Wahlgang
Das amtliche Endergebnis des ersten Wahlganges zur Wahl des Oberbürgermeisters am 16. März 2014 lautete wie folgt:
| Partei                          | Kandidat                 | Stimmen (absolut) | Stimmen (in Prozent) |
| ------------------------------- | ------------------------ | ----------------- | -------------------- |
| SPD                             | Dieter Reiter            | 183.903           | 40,4 %               |
| CSU                             | Josef Schmid             | 166.925           | 36,7 %               |
| GRÜNE                           | Sabine Nallinger         | 66.679            | 14,7 %               |
| FDP                             | Michael Mattar           | 6.193             | 1,4 %                |
| DIE LINKE                       | Brigitte Wolf            | 5.581             | 1,2 %                |
| AfD                             | Andre Wächter            | 5.519             | 1,2 %                |
| ÖDP                             | Tobias Ruff              | 5.026             | 1,1 %                |
| FREIE WÄHLER                    | Johann Altmann           | 4.889             | 1,1 %                |
| Wählergruppe HUT                | Wolfgang Zeilnhofer-Rath | 4.057             | 0,9 %                |
| Bayernpartei                    | Horst Münzinger          | 2.112             | 0,5 %                |
| Die Freiheit                    | Michael Stürzenberger    | 2.078             | 0,5 %                |
| Bürgerinitiative Ausländerstopp | Karl Richter             | 1.876             | 0,4 %                |

### Zweiter Wahlgang
Da im ersten Wahlgang sowohl Dieter Reiter als auch Josef Schmid die absolute Mehrheit verfehlten, kam es am 30. März 2014 zu einer Stichwahl zwischen diesen beiden Kandidaten.
| Partei | Kandidat      | Bild                       | Stimmen | (in %) |
| ------ | ------------- | -------------------------- | ------- | ------ |
| SPD    | Dieter Reiter | SPD-Kandidat Dieter Reiter | 235.753 | 56,7   |
| CSU    | Josef Schmid  | CSU-Kandidat Josef Schmid  | 180.135 | 43,3   |

## Stadtratswahl

Stimmzettel zur Stadtratswahl 2014 in München: Papierformat 1,4 auf 0,6 Meter, Papierfarbe hellgrün

Auch wenn München mit über 1,4 Millionen Einwohnern die größte Stadt mit einer Kommunalverwaltung in Deutschland ist (Berlin und Hamburg sind Bundesländer mit den entsprechenden Institutionen), sind die Stadträte ehrenamtlich tätig. Die berufsmäßigen Stadträte (in München als Leiter der jeweiligen Referate als Referenten bezeichnet) werden vom Stadtrat für sechs Jahre gewählt. Sie sind Mitglied des Stadtrates und haben Rede-, aber kein Stimmrecht. Aufgrund von Rücktritten und Pensionierungen finden die Wahlen der Referenten zu verschiedenen Terminen statt, unabhängig von der Kommunalwahl.
Der Münchner Stadtrat besteht aus 80 Mitgliedern. Da es keine Fünf-Prozent-Hürde gibt, ist es möglich, ab etwa 0,6–0,7 % der gültigen Stimmen einen Sitz zu bekommen.
Jeder Wähler hat so viele Stimmen, wie der Stadtrat Sitze hat. Bei der Kommunalwahl in Bayern können die Wähler kumulieren und panaschieren. Jeder Wahlberechtigte hat 80 Stimmen, was der Anzahl der zu wählenden Stadtratsmitglieder entspricht. Es ist möglich, einem Kandidaten bis zu drei Stimmen zu geben. Es können auch Kandidaten von unterschiedlichen Parteilisten gewählt werden, jedoch darf die Gesamtzahl von 80 Stimmen nicht überschritten werden. Es ist ebenfalls möglich, eine komplette Parteiliste anzukreuzen, wobei jeder Kandidat der Liste eine Stimme erhält. Aus der angekreuzten Liste können auch Kandidaten gestrichen werden.
Folgende Kandidaturen scheiterten an fehlenden Unterstützungsunterschriften und nahmen deswegen nicht an der Wahl teil:
- Die Violetten – für spirituelle Politik (Die Violetten)
- Partei der Vernunft (PDV)
- Partei Mensch Umwelt Tierschutz (Tierschutzpartei)
- Unabhängige Junge Liste (UJL)

### Neues Sitzzuteilungsverfahren
2010 hat der Bayerische Landtag beschlossen, dass Kommunalwahlen nicht mehr nach dem d’Hondtschen System, sondern nach Hare/Niemeyer ausgezählt werden. Das verhindert eine Benachteiligung kleiner Parteien und Gruppierungen. Bereits 0,6 bis 0,7 % genügen jetzt, um einen der 80 Sitze zu gewinnen.
Profitiert haben von dem neuen Sitzzuteilungsverfahren die FDP, Bayernpartei und die Bürgerinitiative Ausländerstopp. Nach dem alten Verfahren nach d’Hondt benötigte man ca. 1,25 % der Stimmen für einen Sitz (100 % = 80 Sitze). Bei anderen Parteien wurde dieser Wert ungefähr erreicht. So entspricht bei der ÖDP und CSU ein Sitz ca. 1,25 % der Stimmen, bei der SPD 1,23 % oder bei der Linken 1,2 %.
Nach Hare/Niemeyer wird die Parteistimmenzahl multipliziert mit der Anzahl der Sitze durch die Gesamtstimmenzahl geteilt. Es ergibt sich eine Quote mit Nachkommastellen. Die Ergebnisse aller Listen werden auf eine ganze Zahl abgerundet und die Sitze danach vergeben. Dadurch wurden in München 73 der 80 Sitze vergeben.
Die sieben verbleibenden Restsitze wurden in der Reihenfolge der höchsten Nachkommareste der Quoten vergeben, also der Reihe nach an AfD, Piratenpartei, Die Linke, FDP, Bayernpartei, SPD und die Bürgerinitiative Ausländerstopp. Die Rosa Liste war die erste Gruppe, deren Restsitz nicht mehr für eine Zuteilung reichte. Wäre die Rosa Liste wie bei vorangegangenen Wahlen eine Listenverbindung mit den Grünen eingegangen, wäre der gemeinsame Rest höher gewesen und diese Listenverbindung hätte bereits den vierten Restsitz erhalten und die BIA wäre leer ausgegangen.

### Wahlergebnis
- Linke: 2
- Rosa Liste: 1
- SPD: 25
- Grüne: 13
- Piraten: 1
- HUT: 1
- FW: 2
- FDP: 3
- ÖDP: 2
- CSU: 26
- BP: 1
- AfD: 2
- BIA: 1

Amtliches Endergebnis nach Auszählung aller 1022 Stimmgebiete:
| Partei                          | Stimmen (absolut) | Stimmen (in Prozent) | Veränderung zu 2008 (in Prozentpunkten) | Sitze |
| ------------------------------- | ----------------- | -------------------- | --------------------------------------- | ----- |
| CSU                             | 11.111.791        | 32,6 %               | +4,9 %                                  | 26 a  |
| SPD                             | 10.522.290        | 30,8 %               | −8,9 %                                  | 25 b  |
| GRÜNE                           | 5.661.568         | 16,6 %               | +3,6 %                                  | 13 c  |
| FDP                             | 1.151.314         | 3,4 %                | −3,4 %                                  | 3 d   |
| FREIE WÄHLER                    | 906.631           | 2,7 %                | +1,1 %                                  | 2 e   |
| ÖDP                             | 868.509           | 2,5 %                | +0,8 %                                  | 2     |
| AfD                             | 851.771           | 2,5 %                | nicht angetreten                        | 2 g   |
| DIE LINKE                       | 826.051           | 2,4 %                | −1,3 %                                  | 2     |
| Rosa Liste                      | 651.230           | 1,9 %                | +0,0 %                                  | 1 c   |
| Wählergruppe HUT                | 459.741           | 1,3 %                | nicht angetreten                        | 1 d   |
| Piratenpartei                   | 401.526           | 1,2 %                | nicht angetreten                        | 1 h   |
| Bayernpartei                    | 292.647           | 0,9 %                | −0,6 %                                  | 1 f   |
| Bürgerinitiative Ausländerstopp | 233.466           | 0,7 %                | −0,7 %                                  | 1     |
| Die Freiheit                    | 203.409           | 0,6 %                | nicht angetreten                        | 0     |

## Bezirksausschusswahl
In Städten mit mehr als einer Million Einwohnern müssen in Bayern Bezirksausschüsse gebildet werden (Art. 60 Abs. 2 Satz 3 der Gemeindeordnung). Diese haben die Aufgabe, stadtteilbezogene Anliegen der Bürger zu unterstützen und durchzusetzen. Man spricht auch von einem „Stadtteil-Parlament“. Nach der Gemeindeordnung für den Freistaat Bayern (Art. 60 Abs. 3 Satz 2) erfolgt die Wahl gleichzeitig mit den Stadtratsmitgliedern für die Wahlzeit des Stadtrats.
Ergebnisse:
|                                                        | CSU (in %) | SPD (in %) | FW (in %) | FW/ÖDP (in %) | Grüne (in %) | Grüne/ÖDP (in %) | FDP (in %) | Rosa Liste (in %) | DaGG/ÖDP (in %) |
| München gesamt                                         | 36,3       | 34,0       | 1,5       | 1,1           | 20,7         | 0,4              | 4,5        | 0,4               | 1,1             |
| Altstadt-Lehel                                         | 33,8       | 28,1       | -         | -             | 28,2         | -                | 9,8        | -                 | -               |
| Ludwigsvorstadt-Isarvorstadt                           | 23,4       | 22,4       | -         | -             | 35,2         | -                | 4,9        | 14,0              | -               |
| Maxvorstadt                                            | 27,6       | 31,7       | -         | -             | 33,7         | -                | 7,0        | -                 | -               |
| Schwabing-West                                         | 26,8       | 37,5       | -         | 4,2           | 25,3         | -                | 6,2        | -                 | -               |
| Au-Haidhausen                                          | 23,8       | 34,7       | -         | -             | 36,4         | -                | 5,1        | -                 | -               |
| Sendling                                               | 26,7       | 40,8       | -         | -             | 28,9         | -                | 3,7        | -                 | -               |
| Sendling-Westpark                                      | 38,0       | 35,4       | -         | -             | 22,7         | -                | 3,9        | -                 | -               |
| Schwanthalerhöhe                                       | 19,9       | 39,8       | -         | -             | 35,9         | -                | 4,4        | -                 | -               |
| Neuhausen-Nymphenburg                                  | 30,5       | 33,8       | 3,1       | -             | 24,0         | -                | 4,3        | -                 | 4,3             |
| Moosach                                                | 38,0       | 42,6       | -         | -             | -            | 15,9             | 3,5        | -                 | -               |
| Milbertshofen-Am Hart                                  | 33,3       | 40,3       | -         | 8,6           | 14,6         | -                | 3,2        | -                 | -               |
| Schwabing-Freimann                                     | 33,3       | 34,8       | 6,0       | -             | 20,0         | -                | 5,9        | -                 | -               |
| Bogenhausen                                            | 43,1       | 28,9       | -         | -             | 17,2         | -                | 6,2        | -                 | 4,7             |
| Berg am Laim                                           | 37,8       | 35,6       | -         | 7,0           | 16,5         | -                | 3,1        | -                 | -               |
| Trudering-Riem                                         | 44,7       | 27,6       | 7,1       | -             | 16,7         | -                | 3,9        | -                 | -               |
| Ramersdorf-Perlach                                     | 40,6       | 37,8       | 1,8       | -             | 14,2         | -                | 2,1        | -                 | 3,5             |
| Obergiesing                                            | 28,5       | 37,5       | 6,7       | -             | 23,8         | -                | 3,6        | -                 | -               |
| Untergiesing-Harlaching                                | 35,1       | 30,9       | 5,9       | -             | 23,8         | -                | 4,3        | -                 | -               |
| Thalkirchen-Obersendling-Forstenried-Fürstenried-Solln | 41,3       | 34,3       | -         | -             | 18,8         | -                | 5,5        | -                 | -               |
| Hadern                                                 | 47,4       | 32,7       | -         | -             | 16,5         | -                | 3,4        | -                 | -               |
| Pasing-Obermenzing                                     | 39,7       | 29,9       | 7,5       | -             | 18,3         | -                | 4,6        | -                 | -               |
| Aubing-Lochhausen-Langwied                             | 48,1       | 30,9       | -         | -             | 17,2         | -                | 3,7        | -                 | -               |
| Allach-Untermenzing                                    | 53,6       | 26,4       | -         | -             | 15,9         | -                | 4,1        | -                 | -               |
| Feldmoching-Hasenbergl                                 | 45,5       | 38,0       | -         | -             | 13,0         | -                | 3,5        | -                 | -               |
| Laim                                                   | 37,2       | 37,6       | -         | -             | 21,7         | -                | 3,5        | -                 | -               |

## Briefwahl
Zu allen Wahlen können die Münchner Bürger bereits vor Zugang der Wahlbenachrichtigung die Briefwahlunterlagen online beantragen.